# Florence Claxtonová
Florence Ann Claxton (26. srpna 1838, Florencie, Itálie – 3. května 1920, Sandown, Anglie), provdaná Farrington, byla britská umělkyně a humoristka, proslulá svým satirickým postojem k hnutí Prerafaelitů. Florence Claxton také napsala a ilustrovala mnoho vtipných komentářů k tehdejšímu životu.

## Životopis
Florence Claxton dostala jméno podle italského města Florencie, kde se narodila 26. srpna 1838 malíři Marshallovi Claxtonovi a jeho manželce Sophii (rozené Hargrave). Pokřtěna byla 2. ledna 1839 v anglikánském kostele sv. Alflega v Greenwichi. Její o tři roky mladší sestra, Adelaide Sophia Claxton, byla také ilustrátorkou a malířkou.
Její otec, malíř Marshall Claxton, ve snaze dosáhnout úspěchu emigroval se svou rodinou v roce 1850 do Austrálie, kde se jeho švagr Richard Hargrave usadil jako osadník v Novém Jižním Walesu. Emigrovali i další členové rodiny, včetně Lawrence Hargravea, který se stal průkopníkem letectví.
Claxtonův příjezd do Sydney byl oslavován v místních novinách, ale Claxton příliš velkého úspěchu nedosáhl. Rodina se znovu přestěhovala v roce 1854, tentokrát do Indie. Po třech letech v Indii se přes Cejlon a Egypt vrátili do Anglie. Zkušenosti, které sestry získaly na cestách, se jim jako umělkyním ukázaly být prospěšné „jak rozšířením jejich obecného poznání v geografickém smyslu, tak možnostmi posouzení současné viktoriánské společnosti z pohledu společenského outsidera“.
Když po návratu do Anglie bylo Florence 21 let, podepsala v roce 1859 petici, která žádala uměleckou akademii Royal Academy of Arts, aby umožnila studovat také ženám. Její otec učil Florence i její sestru malovat, Florence s ním v letech 1850 až 1857 cestovala do Austrálie, Indie a Egypta, když hledal uplatnění. Po roce 1850 obě sestry pracovaly pro populární tisk, pro který vytvářely ilustrační rytiny. V roce 1860 ilustrovala Florence Married Off: A Satirical Poem, by "H. B."
V roce 1858 vystavovala Florence své malby Scenes from the Life of a Female Artist (Scény ze života umělkyně) na druhém ročníku přehlídky Society of Women Artists (Společnosti umělkyň). V následujícím roce 1859 podepsala petici obhajující přijetí žen na Royal Academy of Arts a na Society of Women Artists vystavovala obrazy Scenes of Life of an Old Maid (Scény ze života staré panny).
V roce 1864 sestry zřejmě sdílely dům v Londýně, ale jejich cesty se časem rozdělily. Dne 1. června 1868 se Florence v Paříži provdala za francouzského fotografa a inženýra Ernesta Farringtona. O jejich manželském životě je známo jen málo, ale Florence tvrdila, že několik let žila v Monaku. Žádné děti spolu neměli a Florence ovdověla pravděpodobně někdy do roku 1881, kdy už žila v Londýně sama se svým otcem. Znovu se neprovdala a později se své sestře zcela odcizila. Pokračovala v práci ilustrátorky a umělkyně. Zemřela 3. května 1920 ve svém domě v Grafton House v Sandownu na ostrově Wight. Spáchala sebevraždu předávkováním veronalem „při pečlivě plánované sebevraždě“.

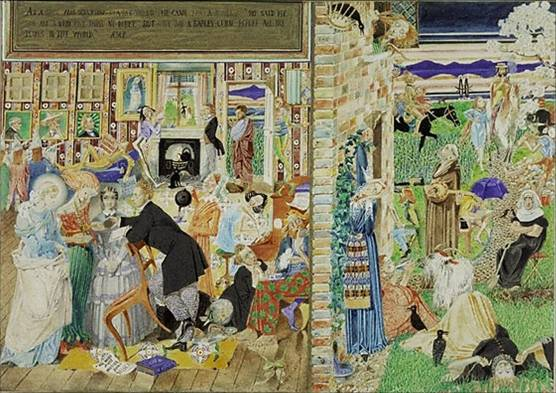
The Choice of Paris, satira na obraz Konvertovaná britská rodina ukrývá křesťanského misionáře před pronásledováním druidů

## Nejznámější dílo
Nejznámější dílo Florence Claxton je The Choice of Paris: An Idyll, který namalovala kolem roku 1860. Je to satira a parodie na díla předraffaelitských umělců předcházejících let. Obraz je namalovaný jako parodie obrazu Williama Holmana Hunta Konvertovaná britská rodina ukrývající křesťanského misionáře před pronásledováním druidů a je kombinací karikatur mnoha hlavních postav hnutí, včetně Johna Ruskina a Sira Johna Everetta Millaise, s postavami populární kultury jako Phineas Taylor Barnum, známý jako PT Barnum a narážky i na jiné velké umělce minulosti. Zobrazuje Millaise, který zde představuje město Paříž nabízející zlaté jablko vychrtlé středověké ženě. Naráží také na Rafaela Santiho a jeho obraz Sňatek Panny Marie, kde Florence zobrazuje madonu jako moderní ženu v krinolíně. Obraz je parodií také na jiná předraffaelitská díla, včetně Millaisova díla Sir Isumbras at the Ford (Sir Isumbras u brodu), Spring: Apple Blossoms (Jaro: Jablko v květu) a The Vale of Rest (Údolí odpočinku). Karikuje také obraz Philipa Hermogenese Calderona Broken Vows (Zlomené sliby) a Williama Lindsay Winduse a jeho obraz Burd Helen. Obraz byl reprodukován jako celostránkový dřevoryt v časopise Illustrated London News ze dne 2. června 1860.

## Jiná díla
Další příklady prací Florence Claxton byly publikovány také v jiných denících. V díle Utopian Christmas (Utopické Vánoce), reprodukovaném v deníku Illustrated London News ze dne 24. prosince 1859, jsou chudí – bosí a špatně oblečení – předváděni, jak hodují na honosné hostině a bohatí je obsluhují a baví – jsou zde zobrazeni jako generálové, šlechtici a draze oblečené dámy.
Mezi další její díla patří obrazy Women's Work: A Medley (Dámská práce: Medley) z roku 1861 a Scenes from the Life of a Governess (Scény ze života vládkyně) z roku 1863. Téma ženské práce mohlo být její odpovědí jako feminististky na malířské dílo Forda Madoxe Browna, které se zaměřovalo na práci mužů, ale nezabývalo se situací pracujících žen.
Florence Claxton se v roce 1868 provdala za „pana Farringtona z Romsey“, ale i poté pokračovala v práci a vystavovala alespoň sporadicky.
Claxton také psala vtipné parodie na feminismus a práva žen, zejména v příběhu, který vyšel v komiksové podobě pod názvem The Adventures of a Woman in Search of her Rights (Dobrodružství ženy při hledání jejích práv). V příběhu se mladá žena zamiluje do temperamentního mládence ale její rodiče její volbu neschválí a její milenec odejde. Žena se rozhoduje usilovat o svá práva. Změní svůj vzhled, inspirována dílem Johna Stuarta Milla, a nyní ošklivá, věnuje se různým profesím, stává se právničkou, političkou a lékařkou, ale nakonec ve všech svých snahách selže. Nakonec emigruje do Spojených států a provdá se za Brighama Younga, polygamního mormonského vůdce. Příběh končí zjištěním ženy, že vše byl jen sen, a končí jejími slovy „díky bohu, je to jen sen noci svatojánské a já nejsem emancipovaná“.